# Grasovka

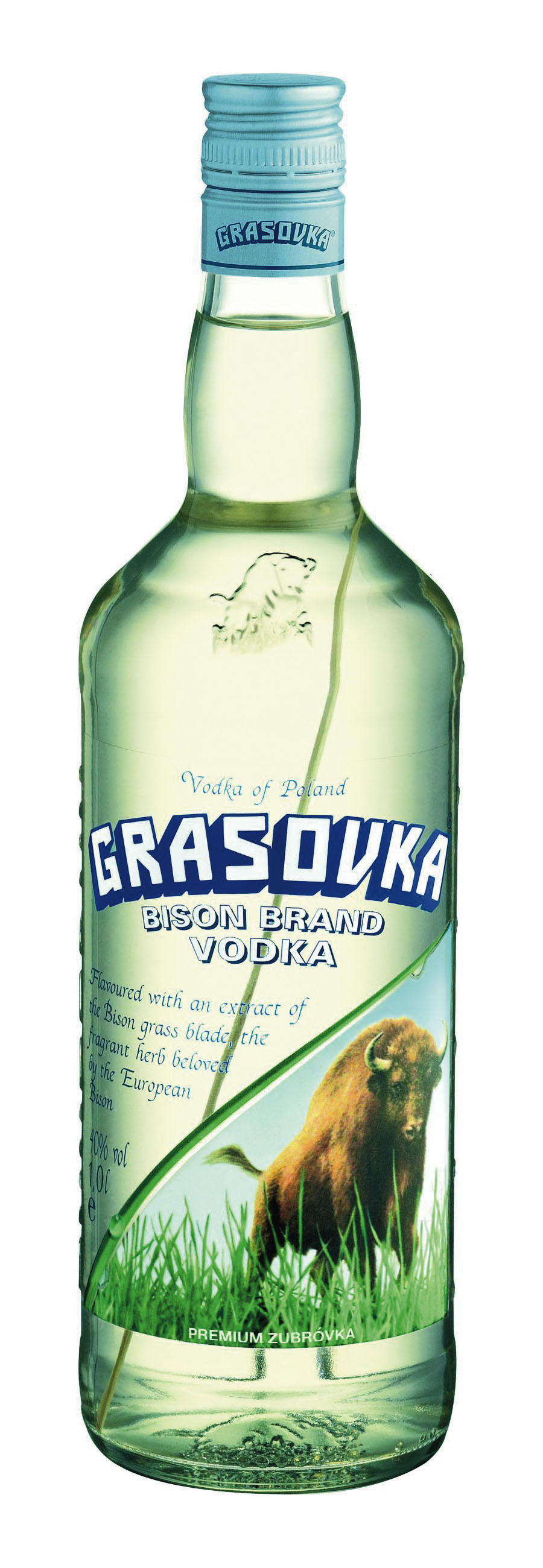
Een fles Grasovka

Grasovka is een Pools wodkamerk uit Duitsland. De Grasovka is van het type Żubrówka, en lijkt dan ook op het gelijknamige wodkamerk.
De wodka wordt gekruid met veenreukgras. Dit zorgt volgens de fabrikant voor een unieke zachte smaak. De plant groeit in groten getale in het nationale park van Białowieża dat op de grens tussen Polen en Wit-Rusland ligt. Hier leven ook de wisenten, een Europese bizonsoort. Men heeft meerdere keren geprobeerd om het gras elders te verbouwen, maar deze pogingen waren niet erg succesvol. De grasspriet die in de fles is gestopt is volgens de producent dus daadwerkelijk afkomstig uit Polen. Grasovka heeft een alcoholpercentage van 40% en wordt gebotteld in flessen van 0,1, 0,5, 0,7 en 1 liter. De bedenker van Grasovka is Emil Underberg.